# ستاره نوع جی رشته اصلی

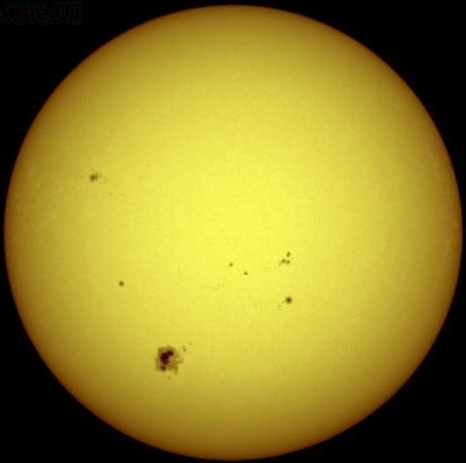
خورشید یک ستاره نوع جی است.

ستارهٔ نوع جی رشتهٔ اصلی (به انگلیسی: G-type main-sequence star) به ستاره‌هایی گفته می‌شود که دمای سطحی آنها بین ۵٬۳۰۰ تا ۶٬۰۰۰ کلوین است. خورشید نیز با توجه به دمای سطحی آن در این دست از ستارگان قرار دارد.
ستارهٔ نوع جی رشتهٔ اصلی که اغلب و به‌طور نادقیق، کوتوله زرد یا ستاره جی نامیده می‌شود، ستاره‌ای از رده طیفی G در رده‌بندی ستارگان است که در رشته اصلی (رده درخشندگی V) قرار دارد. چنین ستاره‌ای تقریباً ۰٫۹ تا ۱٫۱ جرم خورشیدی و دمای مؤثر بین حدود ۵٬۳۰۰ و ۶٬۰۰۰ کلوین (۵٬۰۰۰ و ۵٬۷۰۰ درجه سلسیوس؛ ۹٬۱۰۰ و ۱۰٬۰۰۰ درجه فارنهایت) دارد. مانند سایر ستارگان رشته اصلی، یک ستاره نوع جی رشته اصلی، عنصر شیمیایی هیدروژن را در هسته خود به هلیوم تبدیل می‌کند، اما می‌تواند هلیوم را نیز هنگامی که هیدروژن تمام می‌شود، همجوشی کند. خورشید، ستاره‌ای که در مرکز منظومه شمسی قرار دارد و زمین به‌طور گرانشی به آن وابسته است، نمونه‌ای از یک ستاره نوع جی رشته اصلی (نوع G2V) است. هر ثانیه، خورشید تقریباً ۶۰۰ میلیون تن (یکای بریتانیایی) هیدروژن را در فرآیندی که به عنوان واکنش زنجیره‌ای پروتون پروتون شناخته می‌شود، به هلیوم تبدیل می‌کند (۴ هیدروژن ۱ هلیوم تشکیل می‌دهند)، و با هم‌ارزی جرم و انرژی حدود ۴ میلیون تن ماده (فیزیک) را به انرژی تبدیل می‌کند. علاوه بر خورشید، نمونه‌های شناخته شده دیگر از ستارگان نوع جی رشته اصلی عبارتند از آلفا قنطورس، تاو نهنگ، و ۵۱ پگاسوس.

## توضیحات
اصطلاح «کوتوله زرد» یک نام اشتباه است، زیرا ستارگان نوع جی در واقع از نظر رنگ از سفید، برای انواع درخشان‌تر مانند خورشید، تا فقط کمی زرد برای ستارگان نوع جی رشته اصلی کم‌جرم‌تر و کم‌نورتر، متغیر هستند. خورشید در واقع سفید است، اما اغلب به دلیل پراکنش ریلی جوی، به ویژه در هنگام طلوع و غروب خورشید، می‌تواند از طریق جو زمین زرد، نارنجی یا قرمز به نظر برسد. علاوه بر این، اگرچه از اصطلاح «کوتوله» برای مقایسه ستارگان نوع جی رشته اصلی با غول‌های ستاره‌ای یا بزرگ‌تر استفاده می‌شود، ستارگانی مشابه خورشید هنوز ۹۰٪ از ستارگان کهکشان راه شیری را تحت الشعاع قرار می‌دهند (که عمدتاً ستارگان رشته اصلی نوع کا، کوتوله‌های سرخ و کوتوله‌های سفید بسیار کم‌نورتر هستند که بسیار رایج‌تر هستند، و دومی ستارگان فشرده هستند).
یک ستاره رشته اصلی نوع G با جرم خورشید، هیدروژن را به مدت حدود ۱۰ میلیارد سال همجوشی می‌کند تا زمانی که هیدروژن در مرکز ستاره تمام شود. سپس ستاره گسترش می‌یابد و سردتر و تاریک‌تر می‌شود، و از شاخه زیرغول عبور کرده و به غول سرخ تبدیل می‌شود. پس از آن هسته دژنره هلیوم در یک درخش هلیوم شعله‌ور می‌شود و ستاره وارد شاخه‌های شاخه افقی و شاخه مجانبی غول‌ستاره می‌شود. در نهایت هسته به یک کوتوله سفید تبدیل می‌شود.